# María Rosa Calviño de Gómez
María Rosa Calviño de Gómez foi uma política argentina. Ela foi eleita para o Senado em 1951 como uma das primeiras mulheres parlamentares na Argentina.

## Biografia
Calviño nasceu em Buenos Aires e tornou-se professora do ensino secundário. Casou-se com Alberto Manuel Gómez e teve dois filhos.
Nas eleições legislativas de 1951 foi candidata pelo Partido Peronista e uma das seis mulheres eleitas para o Senado, em representação da Capital Federal, passando a liderar o Comité de Educação e servindo também no Comité de Finanças e Orçamento e no Comité Municipal. No ano seguinte foi nomeada secretária geral da Fundação Eva Perón.